# Український науково-дослідний інститут історії матеріальної культури НКО УСРР
Український науково-дослідний інститут історії матеріальної культури НКО УСРР  — науково-дослідна установа у структурі НКО УСРР, створена у жовтні 1930  р. шляхом злиття спеціалізованих науково-дослідних кафедр: археології, антропології, етнографії і харківської секції київської кафедри мистецтвознавства. Знаходився за адресою м. Харків, 10, вул. Вільної Академії, буд. №  14. Директор інституту  — проф. О. С. Федоровський.
Український науково-дослідний інститут історії матеріальної культури мав наступну структуру:
1) сектор археології з секціями — передісторії, археології та епіграфіки;
2) сектор антропології та етнографії з секціями — антропології, загального народознавства та етнографії України;
3) сектор виробничих мистецтв з секціями — мистецтва феодальної доби, мистецтв доби капіталізму й мистецтв Жовтневої революції та соціалістичного будівництва.
4) сектор історії техніки.
5) археологічний музей.
6) бібліотека.
Видатки на утримання УНДІМК протягом 1931 р. дорівнювали 94 370 крб, з них 9900 — на науково-оперативні видатки. Особовий склад УНДІІМК у 1931 р. складався з 44 штатних співробітників, з яких керівного складу та наукових співробітників — 21, аспірантів — 16, технічного персоналу — 7 осіб.

## Діяльність
Сектор археології проводив такі дослідження: за керівництвом проф. О. Федоровського — вивчення неолітичних стацій на узбережжі Сіверського Дінця; проф. М. Рудинського — проводились розкопки палеолітичних стацій на Волині; наукового співробітника Т. Івановської — розкопки поселень античної доби біля с. Пересічне на Харківщині; аспіранта Т. Теслі — розкопки скіфських могил біля с. Ворка та Кукілівці. Крім того, співробітники інституту взяли участь роботі археологічної експедиції на Дніпрельстані — розвідки біля с. Вовніги та розкопи кам'яного спорудження доби бронзи — І. Спаський; розвідки біля с. Олексіївка та розкопки Дубовської палеолітичної стації (Т. Тесля, Г. Авраменко); забезпечували постійний археологічний нагляд у Харкові на великих будівництвах (Тракторобуду, Хімічного інституту, будинку Червоної Армії тощо); постійні археологічні розвідки в околицях с. Черкаський Бишкин, урочища Велика Тополяха, Лиманський, по р. Уди у Вовчанському, Богодухівському, Зміївському, Черкаському районах, на Харківському та Донецькому городищах у Свістецькім Яру та Саржаному Яру тощо).
Під час археологічних розвідок виявлено й попередньо зафіксовано видатний пам'ятник історії техніки — домну часів біля м. Єнакієве.
Серед наукових доповідей на засіданнях сектору археології розкрито такі теми: розкопки Райковецького городища на Бердичивщині; експозиція Волинського музею; нові досліди Мізинської палеолітичної стації; українські дукачі; уманське барило; скіфи та Кавказ; бронзові знахідки біля Києва та їх зв'язок з пам'ятками Кавказу; майдан на Тракторобуді; керамічне виробництво Канцирської балки, Харківське городище, рибальство на порогах, скитське мистецтво, скифські та слов'янські городища та ін. Провадилося вивчення керамічних клейм та епіграфічних пам'яток Півдня України. Крім того, для аспірантів провадилися фахові семінари з археології, передісторії, геології, епіграфіки тощо.
Сектор мистецтвознавства в складі УІІМКу очолив В. Зуммер. Сектор розподілили на підсекції – мистецтво християнського Сходу (кер. Д. Гордєєв), мусульманського Сходу (кер. В. Зуммер) та українського мистецтва (кер. С. Таранушенко). Науковими працівниками в секторі були Ксенія Берладіна, Євгенія Берченко, Олена Нікольська, Марія Вязьмітіна, Тетяна Івановська, навчалися в аспірантурі Ірина Величко та Михайло Зубар.
З березня 1931 р. сектор уже мав назву: сектор художнього виробництва та складався з двох секцій. При ньому діяло дві комісії – архітектури соціалістичних міст та художнього оформлення громадського побуту і революційних сил.
У секторі виробничих мистецтв науковці УІІМКу досліджували такі теми: пам’ятки мистецтва середньої Азії, утворення мистецтва ісламу, творчість М. Врубеля, Л. Крамаренка, мистецтво Азербайджану, малярська традиція Сходу за даними мініатюри, матеріальна культура Азербайджану в новій експозиції державного музею, давнє турецьке мистецтво, реекспозиційна робота радянських музеїв, Києво-Кирилівський держзаповідник – В. Зуммер; творчість Ніко Піросманашвілі, стилістичні властивості ктиторських портретів у Пітореті, напис Володимира Ологердовича Київського в Ечмінадзинській різниці, кавказькі двоповерхові культові спорудження, лицевий рукопис Лехітира Анійського, новознайдені слов’яноросійські приписки на салтівських фресках, роботи в справі фіксації і дослідження малої базиліки в Шіо-Мгвілі, творчість Ладо Гудіамвілі – Д. Гордєєв; Седнівську кам’яницю, житло південної Слобожанщини – С. Таранушенко; вивчення кооперованих кустарних виробництв Азербайджану, Грузії та Середньої Азії – М. Вязмітіна; українську вишиванку та мистецтво Греції – К. Берладіна; художнє оформлення художніх книжок у ранньофеодальну добу – О. Нікольська; малярство оздоби селянського житла – Є. Берченко; турецькі пам’ятники на терені України – Т. Івановська; мистецтво еллінізму Риму – О. Нікольська; творчість О. Новаківського, малярство сучасної Галичини – І. Величко; творчість Ф. Мазереля, В. Касіяна, П. Мартиновича, монументальне малярство Харкова доби соціалістичної реконструкції – М. Зубар.
Для аспірантів було влаштовано фахові семінари з українського та загального мистецтва (докласового суспільства, стародавнього Сходу, античного світу). Реалізовано практикуми: екскурсію з огляду пам’яток і музеїв Києва; програми з українського металевого виробництва; з сучасної архітектури в УСРР та сучасного мистецького оформлення побуту.
Важливим напрямом роботи в УІІМКу стала підготовка наукових кадрів в аспірантурі. Серед аспірантів та проаспірантів-промоцієнтів, які навчалися та захищали свої наукові мистецтвознавчі праці, слід згадати А. Артюхову, І. Величко, Н. Дмитрука, М. Зубаря, Л. Мулявко, Д. Чукіна та ін.